# Bacopa valerii
Bacopa valerii är en grobladsväxtart som beskrevs av Standley och L. O. Williams. Bacopa valerii ingår i släktet tjockbladssläktet, och familjen grobladsväxter. Inga underarter finns listade i Catalogue of Life.